# Graham Priest
Graham Priest (n. 1948, Londra, Anglia, Regatul Unit) este filosof și logician englez.
Este cunoscut drept un susținător al dialetheismului și al logicilor paraconsistente. Priest a trăit mult timp rezident în Australia; este autorul a numeroase cărți și și-a publicat articole în aproape toate marile publicații filosofice și logice. În prezent este profesor de filosofie la Universitatea din Melbourne și profesor "visitor" la Universitatea St Andrews din Scoția.

## Selecție lucrări

### Cărți
- Doubt Truth to Be a Liar. Oxford University Press, 2006. ISBN 0-19-926328-0
- In Contradiction: A Study of the Transconsistent. Ediția a 2-a. Oxford University Press, 2006 (prima ediție publicată în 1987). ISBN 0-19-926330-2
- Towards Non-Being: The Logic and Metaphysics of Intentionality. Oxford University Press, 2005. ISBN 0-19-926254-3
- Beyond the Limits of Thought.  Ediția a 2-a. Oxford University Press, 2003 (prima ediție publicată în 1995). ISBN 0-19-924421-9.

Ediție tradusă în limba română de Dumitru Gheorghiu sub numele Dincolo de limitele gândirii, 2007
- An Introduction to Non-Classical Logic. Cambridge University Press, 2001. ISBN 0-521-79434-X
- Logic: A Very Short Introduction. Oxford University Press, 2000. ISBN 0-19-289320-3

### Articole
- What is so bad about contradictions? Journal of Philosophy, 1998.
- The logic of paradox[nefuncțională]
 Journal of Philosophical Logic, 1979, vol. 8, pp. 219–41.
- "Truth and contradiction," Philosophical Quarterly, iulie 2000, vol. 50, no. 200.